# Bridges (Gil Scott-Heron)
Bridges è un album dell'artista statunitense Gil Scott-Heron e del tastierista Brian Jackson, pubblicato nel 1977 da Arista Records.
| Recensione       | Giudizio |
| ---------------- | -------- |
| AllMusic         | [ 1 ]    |
| Robert Christgau | B        |

## Tracce
Testi di Gil Scott-Heron, Brian Jackson (tracce 3-4).
1. Hello Sunday! Hello Road! – 3:37
2. Song Of The Wind – 3:53
3. Racetrack In France – 4:15
4. Vildgolia (Deaf, Dumb & Blind) – 7:31
5. Under The Hammer – 3:59
6. We Almost Lost Detroit – 5:19
7. Tuskeegee #626 – 0:33
8. Delta Man (Where I'm Coming From) – 5:45
9. 95 South (All Of The Places We've Been) – 4:51

## Classifiche
| Classifica (1977) | Posizione massima |
| ----------------- | ----------------- |
| Stati Uniti       | 130               |